# Philippinen-Koboldmaki

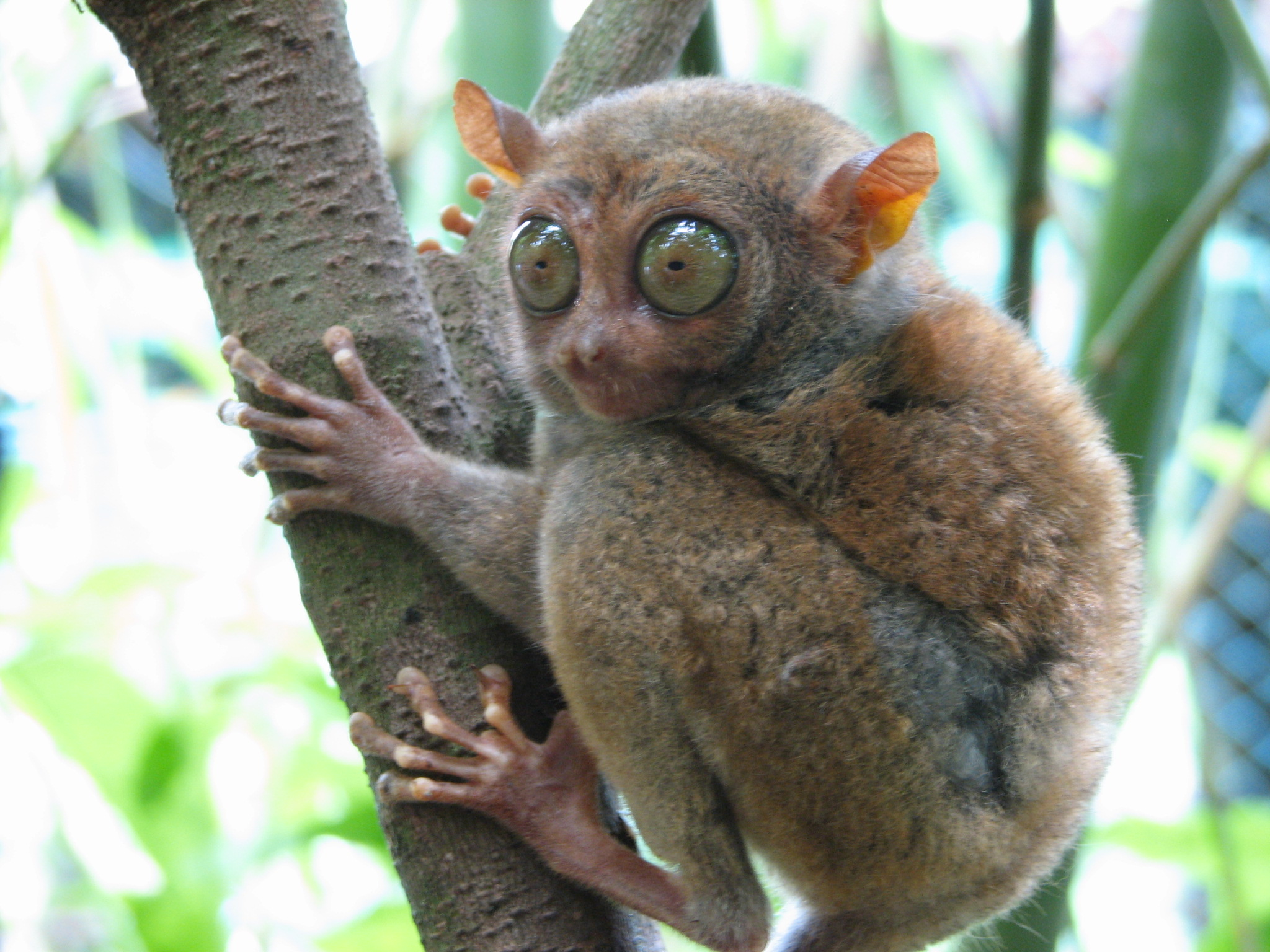
Philippinen-Koboldmaki

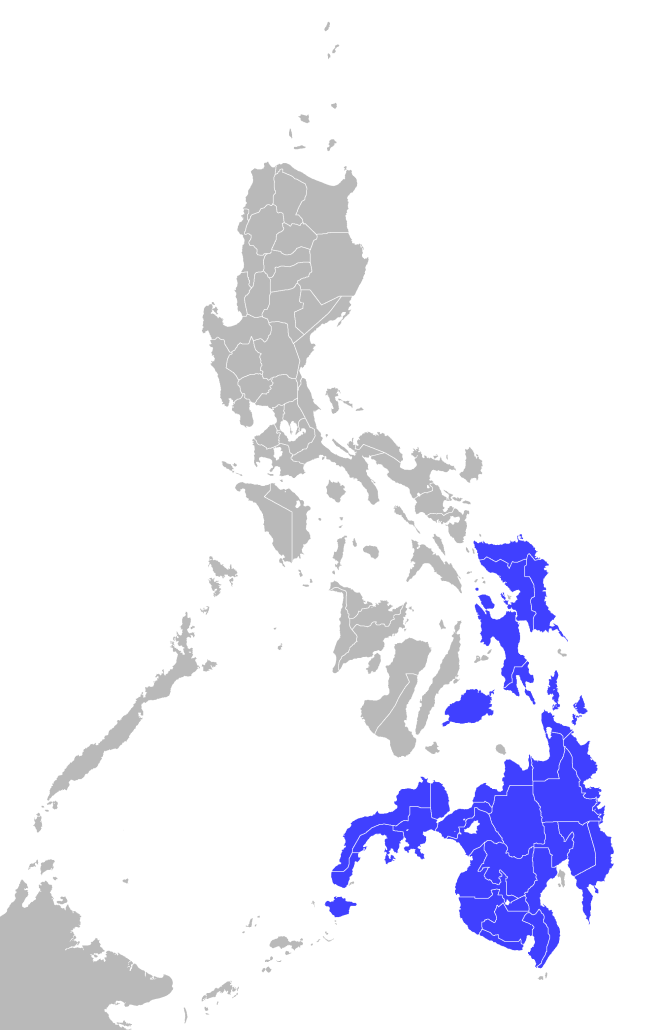
Das Verbreitungsgebiet auf den südlichen Philippinen

Der Philippinen-Koboldmaki (Carlito syrichta, Syn.: Tarsius syrichta) ist eine Primatenart aus der Gruppe der Koboldmakis. Auf den Philippinen ist er als philippine Tarsier oder einfach nur als Tarsier bekannt.

## Merkmale
Philippinen-Koboldmakis zählen zu den größeren Vertretern der Koboldmakis. Sie erreichen eine Kopfrumpflänge von 12 bis 13 Zentimetern, der Schwanz ist mit 25 Zentimetern deutlich länger als der Rumpf. Ihr Gewicht beträgt 110 bis 150 Gramm, wobei die Männchen etwas schwerer sind. Ihr Fell ist dicht und kurz, es ist graubraun gefärbt. Der rundliche Kopf sitzt auf einem sehr kurzen Hals, wie bei allen Koboldmakis sind die Augen stark vergrößert. Als Anpassung an die springende Fortbewegung sind die Hinterbeine stark vergrößert und die Fußwurzeln verlängert. Auch die Finger und Zehen sind verlängert und enden in rundlichen Fingerballen. Der lange Schwanz ist weitgehend unbehaart, ebenso die Fußwurzeln, was diese Art von anderen Koboldmakis unterscheidet.
Philippinen-Koboldmaki verständigen sich untereinander über Ultraschall mit einer dominanten Frequenz von 70 kHz, vermutlich um von ihren Feinden nicht wahrgenommen zu werden. Die obere Hörschwelle beträgt 91 kHz.

## Verbreitung und Lebensraum
Philippinen-Koboldmakis kommen nur auf den südöstlichen Philippinen vor. Ihr Verbreitungsgebiet umfasst die Inseln Samar, Leyte, Bohol und Mindanao sowie kleinere, vorgelagerte Inseln. Ihr Lebensraum sind vorwiegend Regenwälder. Sie sind relativ anpassungsfähig und können auch in Sekundärwäldern leben, in Primärwäldern erreichen sie allerdings größere Bestandszahlen.

## Lebensweise und Ernährung
Philippinen-Koboldmakis sind nachtaktiv und halten sich meist auf den Bäumen auf. Sie verbringen den Tag in dichter Vegetation schlafend. Bei der Nahrungssuche bewegen sie sich senkrecht kletternd und springend fort, auf allen vieren laufen sie nur selten. Meist halten sie sich in den niedrigen Baumregionen auf.
Es sind territoriale Tiere, die Reviere von ein bis zwei Hektar bewohnen. Diese Reviere werden mit Urin und Drüsensekreten markiert. Die Berichte über ihr Sozialverhalten sind widersprüchlich. Neben einzeln lebenden Tieren finden sich auch kleine Gruppen, sie leben vermutlich aber nicht in monogamen Familienverbänden wie die Koboldmakis von Sulawesi. Sie kommunizieren mit einer Reihe von Schreien und Lauten, die unter anderem der Markierung des Reviers oder der Kontaktaufnahme mit Artgenossen dienen.
Wie alle Koboldmakis sind Philippinen-Koboldmakis reine Fleischfresser. Sie fressen vorrangig Insekten, daneben aber auch Spinnen und kleine Wirbeltiere wie Echsen und Vögel.
In menschlicher Obhut können die Tiere über 13 Jahre alt werden.

## Fortpflanzung
Diese Tiere haben ein monogames Fortpflanzungssystem. Die Paarung kann das ganze Jahr über erfolgen, nach einer rund sechsmonatigen Tragzeit bringt das Weibchen ein einzelnes Jungtier zur Welt. Dieses ist mit 25 Gramm sehr groß und weit entwickelt. Mit rund 80 Tagen wird es entwöhnt.

## Gefährdung
Zu den Hauptbedrohungen der Philippinen-Koboldmakis zählen die Bejagung und die Lebensraumzerstörung. Die Tiere werden bejagt, weil ihr Fleisch gegessen wird oder weil sie zu Heimtieren gemacht werden. Aufgrund ihrer Anpassungsfähigkeit sind sie allerdings weniger bedroht als andere philippinische Säugetiere, die IUCN listet die Art als „gering gefährdet“ (near threatened).
In Europa wird die Art nicht mehr gepflegt, ehemalige Halter sind Frankfurt, Stockholm und Bristol.